# 트랜스팬

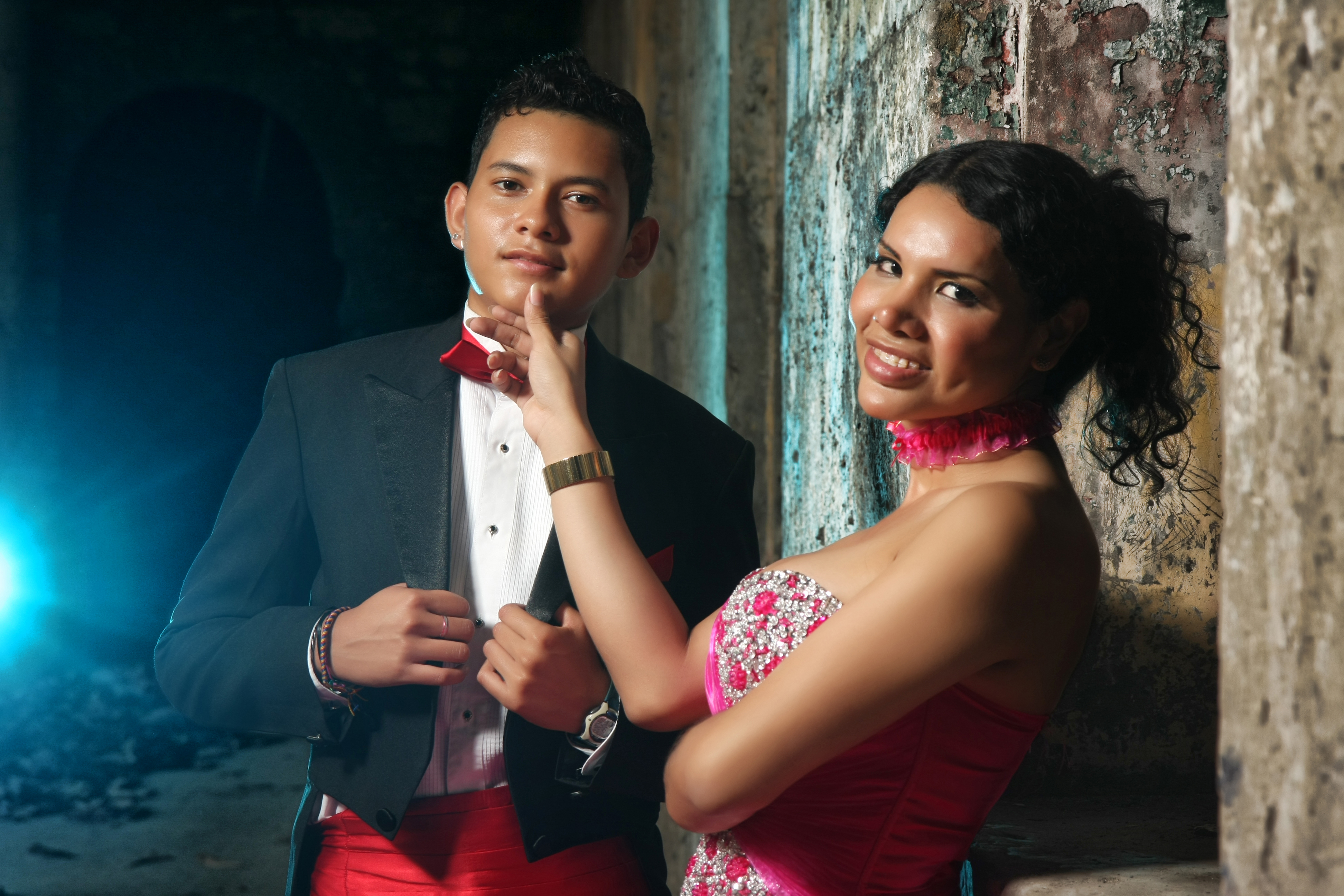
2014년 에콰도르의 정치인이자 트랜스여성인 다이앤 로드리게스(오른쪽)와 그의 트랜스남성 파트너 니콜라스 과만퀴스페(왼쪽)

트랜스젠더에 대한 성적 매력(Attraction to transgender people)은 과학적 연구와 사회적 논평의 주제가 되어 왔다. 심리학자들은 트랜스여성, 트랜스남성, 크로스드레서, 논바이너리 사람, 그리고 이들의 조합에 대한 성적 매력을 연구해 왔다. 트랜스젠더 연구 분야의 출판물들은 트랜스젠더 개인이 서로에게 느낄 수 있는 매력을 조사했다. 트랜스젠더에게 이러한 매력을 느끼는 사람들은 자신들의 매력을 다양한 방식으로 명명한다.
트랜스젠더 여성에게 끌리는 시스젠더 남성은 주로 이성애자로, 때로는 양성애자로 자신을 식별하지만, 동성애자로 식별하는 경우는 거의 없으며, 자신의 매력을 그 자체의 성적 지향으로 간주하기도 한다. 트랜스젠더 개인들은 종종 다른 트랜스젠더 사람들에게 느끼는 매력을 T4T라고 부르며, 이를 성적 정체성이자 분리주의의 한 형태로 간주하기도 한다.

## 시스젠더 사람으로부터

### 전반적으로
2019년 연구는 주로 캐나다와 미국의 젊은 성인인 958명의 온라인 참가자에게 어떤 젠더 정체성과 데이트하는 데 관심이 있는지 물었다. 표본에서 이성애자 남성의 3.3%, 이성애자 여성의 1.8%, 게이 남성의 11.5%, 레즈비언 여성의 28.8%, 그리고 양성애자, 퀴어, 논바이너리 사람(분석을 위해 함께 그룹화됨)의 51.7%가 트랜스젠더 사람과 데이트하는 데 관심이 있다고 보고했으며, 나머지는 관심이 없었다.

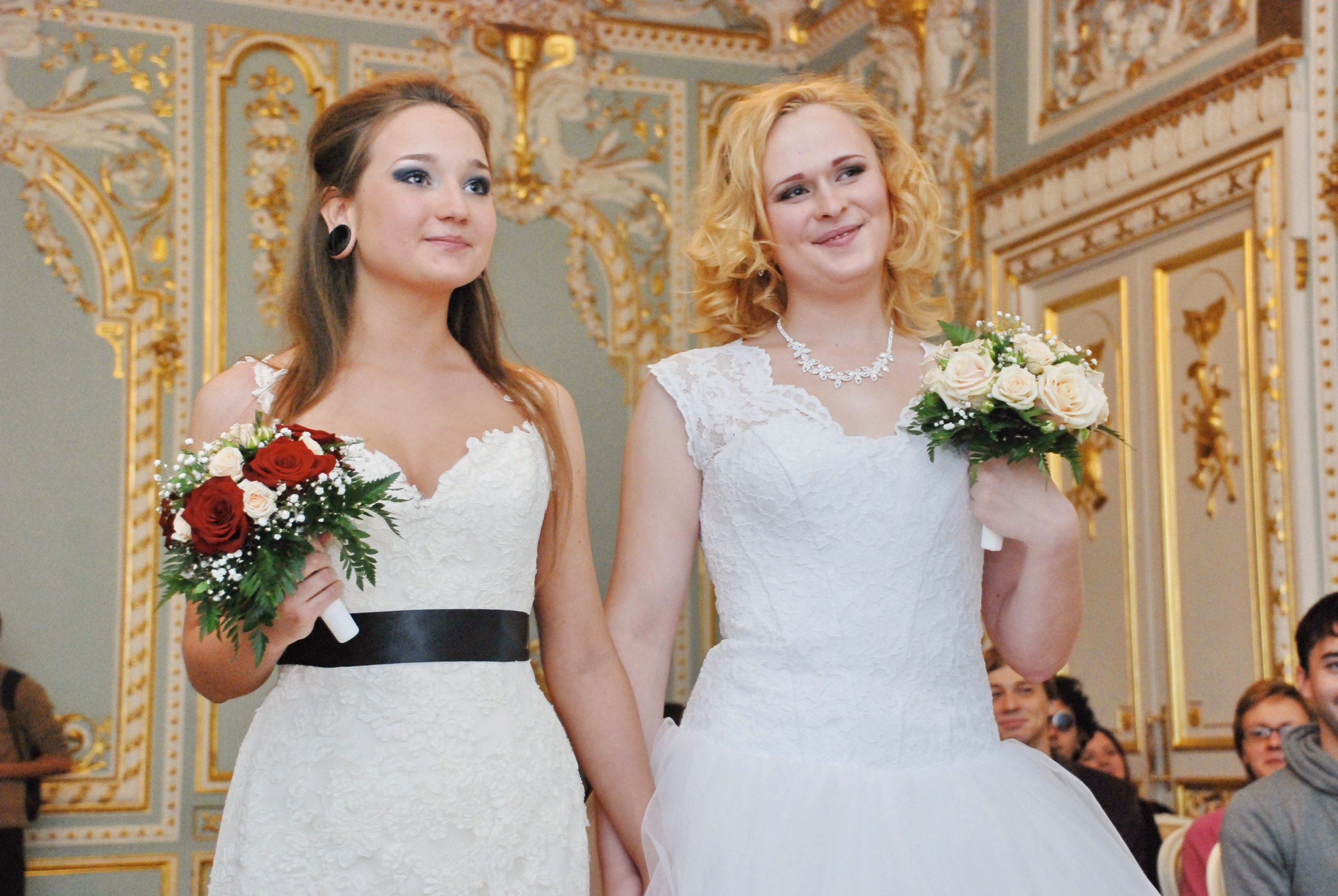
2014년 러시아 상트페테르부르크에서 트랜스여성을 포함한 레즈비언 결혼식

### 트랜스여성
사회학 연구에서 마틴 S. 와인버그와 콜린 J. 윌리엄스는 트랜스여성에게 성적으로 관심 있는 남성(MSTW) 26명을 인터뷰했다. 이 중 13명은 자신을 이성애자로, 13명은 "양성애자 또는 아마도 양성애자"로 식별했다. 저자들은 "이러한 명칭은 그들의 성적 관심을 피상적으로만 묘사한다"고 언급했으며,:378 트랜스여성에 대한 표출된 관심이 때때로 더 낙인찍힌 자기 정체성을 부정하는 근거로 사용될 수 있다고 지적했다. 예를 들어, 그들은 "트랜스여성을 여성으로 생각할 수 있었기 때문에 '게이'가 아닌 '양성애자'라고 말했다"고 설명했다.:381
2004년 HIV 예방 연구의 일환으로 오페라리오 등은 샌프란시스코 지역에서 트랜스젠더 여성과 성관계를 가진 남성 46명을 인터뷰했지만, "남성들이 자신의 성적 지향 정체성을 설명하는 방식과 트랜스젠더 여성에 대한 성적 행동 및 매력 사이에 일관된 패턴이 없었다"는 것을 발견했다. 표본 중 20명은 자신을 이성애자 또는 이성애자라고 설명했다. 일부 남성은 이러한 선언에 대해 단호했지만, 다른 남성들은 망설이며 자신을 양성애자로 간주해야 할지 고민했다.
노스웨스턴 대학교 연구는 트랜스여성에게 관심 있는 남성 205명을 모집했다. 해당 온라인 설문조사에서 52.9%는 이성애자, 37.3%는 양성애자, 2.6%는 게이로 식별했으며, 7%는 다른 방식으로 식별했다. 또한 55.9%는 이상적인 파트너가 시스젠더 여성일 것이라고 말했고, 34.7%는 트랜스여성일 것이라고 말했다. 연구 저자들은 "트랜스여성에 대한 관심은 대부분의 남성에게는 이성애자 남성의 여성에 대한 매력과는 별개의 독특한 성적 관심으로 보이지만, 상당수의 소수는 이를 자신의 성적 지향으로 경험할 수 있다"고 결론 내렸다.
음경 플레티스모그래프를 사용한 2016년 연구는 "여성-전형적인 신체적 특징(예: 가슴)을 가지면서도 음경을 유지하는" 트랜스젠더 여성에게 매력을 보고하는 시스젠더 남성의 흥분 패턴(생식기 및 주관적)이 이성애자 남성과 유사하고 게이 남성과는 다르다는 것을 보여주었다. 이 연구는 이 남성들이 남성 자극보다 여성 자극에 훨씬 더 흥분한다는 것을 보여주었다. 그러나 이들은 트랜스여성을 특징으로 하는 자극에도 강한 흥분을 보여주었으며, 시스젠더 여성 자극에 반응하는 것과 마찬가지로 반응했다는 점에서 이성애자 남성 및 게이 남성 그룹 모두와 달랐다. 트랜스여성에게 끌리는 남성 중 41.7%는 양성애자로 식별했으며, 나머지는 이성애자로 식별했다. 그들 중 양성애자들은 이성애자들과 비교하여 남성 자극에 유의미하게 더 많은 흥분을 보이지는 않았지만, 남성 성 파트너의 수가 더 많다고 보고했다.

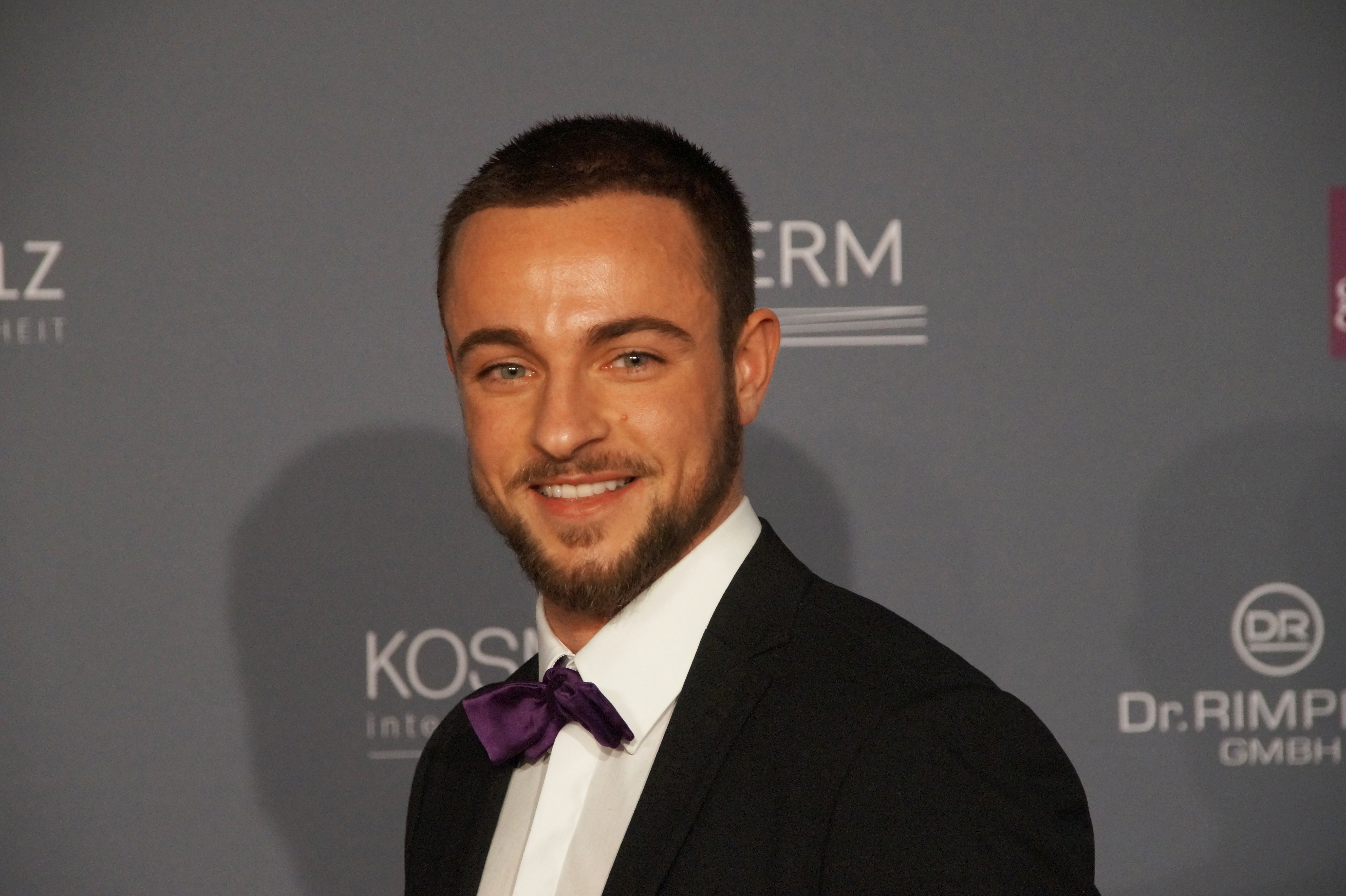
독일 모델이자 트랜스남성인 벤자민 멜처. PETA는 그를 고용하여 "섹시한" 반모피 캠페인을 위해 거의 나체로 포즈를 취하게 했다.

### 트랜스남성
2015년 팰그레이브 맥밀런의 성과 성별 심리학 핸드북은 타인들이 트랜스남성 또는 논바이너리 FTM 사람들에게 느끼는 매력을 탐구하는 연구가 부족하다고 설명했다. 이는 대부분의 성 연구가 일반적으로 트랜스남성보다는 트랜스여성과 성관계를 갖는 "이성애자 남성의 경험과 관점"에 초점을 맞추기 때문이다.
레즈비언에 대한 전통적인 이해는 트랜스남성에 대한 매력을 전달하지 못한다. 파트너가 트랜스남성으로 전환하는 레즈비언은 일반적으로 레즈비언보다는 퀴어로 자신을 식별한다. 마찬가지로, 파트너가 남성으로 전환하는 이성애자 남성도 일반적으로 "퀴어"라는 명칭을 사용한다.
트랜스남성에게 끌리는 사람들을 위해 제작된 에로틱 자료는 특히 포르노 배우 벅 에인절 덕분에 더욱 가시화되었다. 트랜스 활동가 제미슨 그린은 트랜스남성과 파트너 관계인 시스젠더 게이 남성들은 "음경이 남자를 정의하는 것이 아니며, 음경의 부재가 남성성, 남자다움 또는 남성 성욕의 부재를 의미하지 않는다는 것을 발견하고 종종 놀란다"고 썼다. 게이 작가 앤드류 설리번은 게이 남성이 반드시 트랜스남성에게 끌려야 한다는 생각에 대해 비판하며, 성적 지향은 젠더 정체성이 아니라 생물학적 성에 기반한다고 주장했다.

### 용어
트랜스젠더에게 끌리는 사람들을 지칭하는 다양한 비공식 용어들이 생겨났다. 이러한 용어에는 trans-attracted, trans-oriented, transfan, trans admirer, 및 trans catcher가 포함된다. transromantic, transamorous, transsensual이라는 용어도 등장했지만, 많이 사용되지는 않았다.
tranny chaser (종종 chaser로 줄여짐) 및 tranny hawk라는 용어가 사용되었지만, 많은 사람들이 tranny를 모욕적인 표현으로 간주한다. chaser라는 용어는 주로 트랜스여성에게만 성적으로 관심 있는 시스젠더 남성을 묘사하는 데 사용되지만, 때로는 트랜스남성에게 관심 있는 사람들을 지칭하는 데도 사용된다. 트랜스젠더 사람들은 종종 이 용어를 경멸적인 의미로 사용하는데, 이는 체이서들이 사람으로서 자신에게 매력을 느끼는 것이 아니라 오직 자신들의 트랜스젠더 상태 때문에 자신들을 가치 있게 여긴다고 생각하기 때문이다. 그러나 일부는 이 용어를 긍정적인 방식으로 사용하기도 한다. 켄터키주트랜실베이니아 대학교의 사회학자 에이버리 톰프킨스는 Journal of Homosexuality에 실린 기사에서 "트랜스 체이서"와 같은 용어가 트랜스젠더에 대한 매력 논의에 영향을 미치면 성 긍정적 트랜스 정치가 나타날 수 없다고 주장했다.
일부 과학 문헌에서는 남성과 여성의 신체적 특징을 모두 가지고 있는 트랜스여성에게 끌리는 남성을 위해 gynandromorphophilic(명사: gynandromorphophilia) 및 gynemimetophilic(명사: gynemimetophilia)라는 용어가 사용된다. andromimetophilic(명사: andromimetophilia)라는 용어는 트랜스남성에게 대한 매력을 묘사한다.
논바이너리 사람에게 끌리는 것을 묘사하기 위해 skoliosexual 및 ceterosexual이라는 용어가 사용되었다. 범성애 및 다성애 (그리고 양성애) 용어는 젠더 변이자들이 자신이 끌리는 유형의 사람들 중에 포함될 수 있음을 나타내는 데 사용될 수 있다.

## 트랜스젠더 사람으로부터

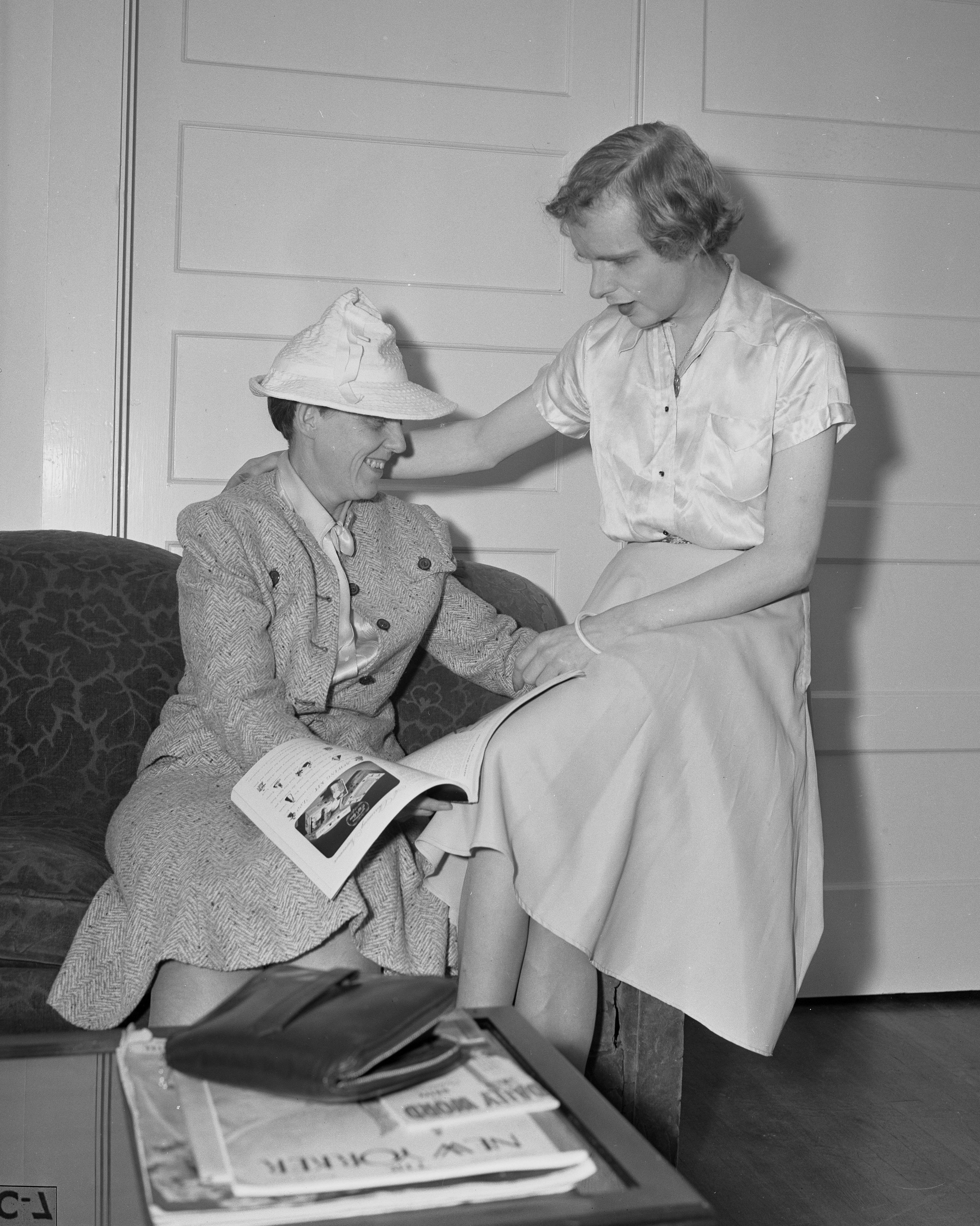
트랜스젠더 남성인 리처드 윌콕스(왼쪽)와 트랜스젠더 여성인 바바라 앤 리차즈(오른쪽); 트랜스젠더 부부, 1941년 촬영

트랜스젠더는 다른 트랜스젠더 사람들에게 성적 및 로맨틱한 매력을 느낄 수 있다. 이러한 매력은 때때로 "trans for trans" 또는 T4T 매력이라고 불린다. T4T라는 단어는 트랜스젠더 사람들이 데이트하거나 성관계를 가질 다른 트랜스젠더 사람들을 찾기 위해 사용했던 크레이그리스트 개인 광고와 포럼에서 유래했다. T4T의 또 다른 용어는 "transromantic"이지만, 거의 사용되지 않는다.
트랜스젠더들이 다른 트랜스젠더와 데이트하거나 선호하는 이유는 다양하다. 일부 트랜스젠더는 감정적, 신체적 안전상의 이유로 다른 트랜스젠더와 데이트하고 성관계를 갖는 것을 선호하는데, 시스젠더는 성별 기반의 폭력을 행사할 가능성이 더 높기 때문이다. 다른 이들은 다른 트랜스젠더와 데이트하고 성관계를 갖는 것이 "해방적"이라고 느끼는데, 이는 더 많은 성별 유포리아, 감정적 안전, 그리고 자신의 정체성의 유효성을 증명하거나 설명할 필요 없이 성별 표현을 탐색할 자유를 주기 때문이다. 다른 이들은 단순히 다른 트랜스젠더가 시스젠더보다 더 매력적이라고 생각할 수 있다. 마지막으로, T4T 데이트는 정치적 정체성의 한 형태, 즉 그들을 차별할 수 있는 사회 내에서 트랜스젠더를 옹호하는 데 초점을 맞춘 분리주의의 한 형태가 될 수도 있다.
T4T 커플의 예로, 2022년에 캐나다 배우 엘리엇 페이지와 메이 마틴은 LACMA 아트 + 필름 갈라에 커플로 참석했다. 마틴은 자신의 사진에 "나의 왕"과 "#t4t"라고 캡션을 달았다.
FTM-FTM 관계에서 대디/보이 역동은 젠더 확인 과정의 일부가 될 수 있으며, 이는 젠더 유포리아 경험으로 이어질 수 있다. 2022년에 트랜스젠더 연구 분기별 간행물은 트랜스젠더 간의 대디/보이 역동이 "젠더 노동, 즉 젠더를 생산하는 정동적이고 상호주관적인 작업으로 해석될 수 있다"고 주장하는 상관관계를 연구했다.

## 같이 보기
- 트랜스젠더 관련 주제 목록
- 트랜스젠더 포르노그래피
- 트랜스젠더 성노동자
- 트랜스젠더의 성

## 추가 읽을거리
- Tracie O'Keefe, Katrina Fox, eds., Trans People in Love, Routledge, 2008, ISBN 0-7890-3572-3